# Dumb Dumb
«Dumb Dumb» es una canción grabada por el grupo femenino surcoreano Red Velvet, lanzada en 9 de septiembre de 2015 por SM Entertainment como sencillo  de The Red, acompañado con un videoclip.

## Antecedentes y lanzamiento
Después del lanzamiento de Ice Cream Cake, EP debut del grupo en marzo de 2015, se reveló que Red Velvet regresaría con su primer álbum de estudio a inicio de septiembre del mismo año. El 3 de septiembre, una serie de teasers fueron revelados en la cuenta de Instagram del grupo, junto a la lista de canciones del disco. Un día después, SM reveló que el álbum sería lanzado el 9 de septiembre a la media noche con Dumb Dumb como sencillo principal.
Antes del lanzamiento del videoclip, un total de cinco videojuegos fueron lanzados en el canal oficial de SM Town desde el 3 al 7 de septiembre. El vídeo musical de «Dumb Dumb» fue lanzado el 8 de septiembre, antes de ser publicado con el disco.

## Vídeo musical
Dirigido por Beomjin J, el vídeo está basado en una fábrica de muñecas, donde las cinco integrantes aparentemente están siendo fabricadas. Ellas bailan y cantan sobre sus frustraciones con su incomodidad mientras lidian con los sentimientos hacia el objeto de sus afectos. Aludiendo a la letra de la canción, el vídeo en sí, que fue coreografiado por Willdabeast Adams, presenta una coreografía robótica con movimientos como el de un maniquí.

## Posicionamiento en listas

### Listas semanales
| Lista (2015)                       | Mejor posición |
| ---------------------------------- | -------------- |
| China Weekly Music Charts (Baidu)  | 14             |
| Corea del Sur (Gaon Digital Chart) | 2              |
| US World Digital Songs (Billboard) | 3              |

### Lista mensual
| Lista (2015)                       | Mejor posición |
| ---------------------------------- | -------------- |
| Corea del Sur (Gaon Digital Chart) | 5              |

### Lista anual
| Lista (2015)                       | Mejor posición |
| ---------------------------------- | -------------- |
| Corea del Sur (Gaon Digital Chart) | 77             |

## Historial de lanzamiento
| Región        | Fecha                   | Formato          | Discográfica               |
| ------------- | ----------------------- | ---------------- | -------------------------- |
| Mundo         | 9 de septiembre de 2015 | Descarga digital | SM Entertainment           |
| Corea del Sur | 9 de septiembre de 2015 | Descarga digital | SM Entertainment, KT Music |